# Crespina
Crespina est une commune de la province de Pise dans la région Toscane en Italie.

## Administration
| Période                                  | Période | Identité | Étiquette | Qualité |
| ---------------------------------------- | ------- | -------- | --------- | ------- |
|                                          |         |          |           |         |
| Les données manquantes sont à compléter. |         |          |           |         |

### Hameaux
Cenaia

### Communes limitrophes
Cascina, Collesalvetti, Fauglia, Lari, Lorenzana